# アルコRSD-15形ディーゼル機関車
アルコ RSD-15 は、1956 年 2 月から 1960 年 6 月にかけてニューヨーク州スケネクタディのアメリカン ロコモティブ カンパニー (ALCO) によって製造された電気式ディーゼル機関車で、この間に 87 両が製造されました。RSD-15 は、定格 2,400 馬力 (1.79 MW) の ALCO 251 16 気筒 4 サイクル V 型原動機を搭載していました。これは、ほぼ同一の ALCO 244 エンジン搭載の RSD-7 に取って代わり、類似しているが小型の 1,800 馬力 (1.34 MW) の 12 気筒 251 モデル V 型ディーゼル エンジン搭載の RSD-12 と並んでカタログに掲載されました。
RSD-15 は、ハイまたはローのショート フードを付けて注文できます。鉄道ファンは後者のバージョンを、異常に長く低いノーズのため「アリゲーター」と名付けました。

## RSD-17
RSD-15と近縁関係にあるRSD-17型の唯一無二の機関車は、1957年にモントリオール・ロコモティブ・ワークスで製造されました。カナダ太平洋鉄道（7007号車）、カナディアン・ナショナル鉄道（3899号車）、パシフィック・グレート・イースタン鉄道（624号車）で実車試験走行を行った後、カナダ太平洋鉄道（8921号車）に購入されました。製造当時は高く短いノーズでしたが、後に短縮されました。1990 年代半ばまで、モントリオール周辺で乗り換えサービスを提供していました。

## 新製時の所有者
情報源:  (別途記載がない限り)
| 鉄道                                             | 量 | 道路番号  | 注記 |
| ------------------------------------------------ | -- | --------- | --- |
| アッチソン・トピカ・アンド・サンタフェ鉄道       | 50 | 800–849   | ローショートフード |
| チェサピーク・アンド・オハイオ鉄道               | 12 | 6800–6811 | |
| ダルース・ミセーベ・アンド・アイアン・レンジ鉄道 | 6  | 50–55     | 後にベッセマー・アンド・レイク・エリー鉄道 881-886 となる（1964年）。 カルティエ鉄道は 1972 年 6 月に 6 ユニット (91-96) を買収した。6 ユニットすべてが低いショートボンネットで改造された。#96 はサスケハナ・アンド・メリーランド鉄道 (SMD) #96 として運用中 |
| ペンシルバニア鉄道                               | 6  | 8611–8616 | 後にペン・セントラル6811～6816となった。コンレールはそのうち4両をMT6 1125～1128に改造した。コンレールの分割後、2両は1017と1018としてCSXに、2両は1114と1115としてノーフォーク・サザンにそれぞれ移った。                                                       |
| サザン・パシフィック鉄道                         | 3  | 250–252   | ローショートフード |
| セントルイス・サウスウェスタン鉄道               | 10 | 850-859   | 1965年に5150～5159に改番 ローショートフード |
| カナダ太平洋鉄道                                 | 1  | 8921      | RSD-17 |

## 生き残った例

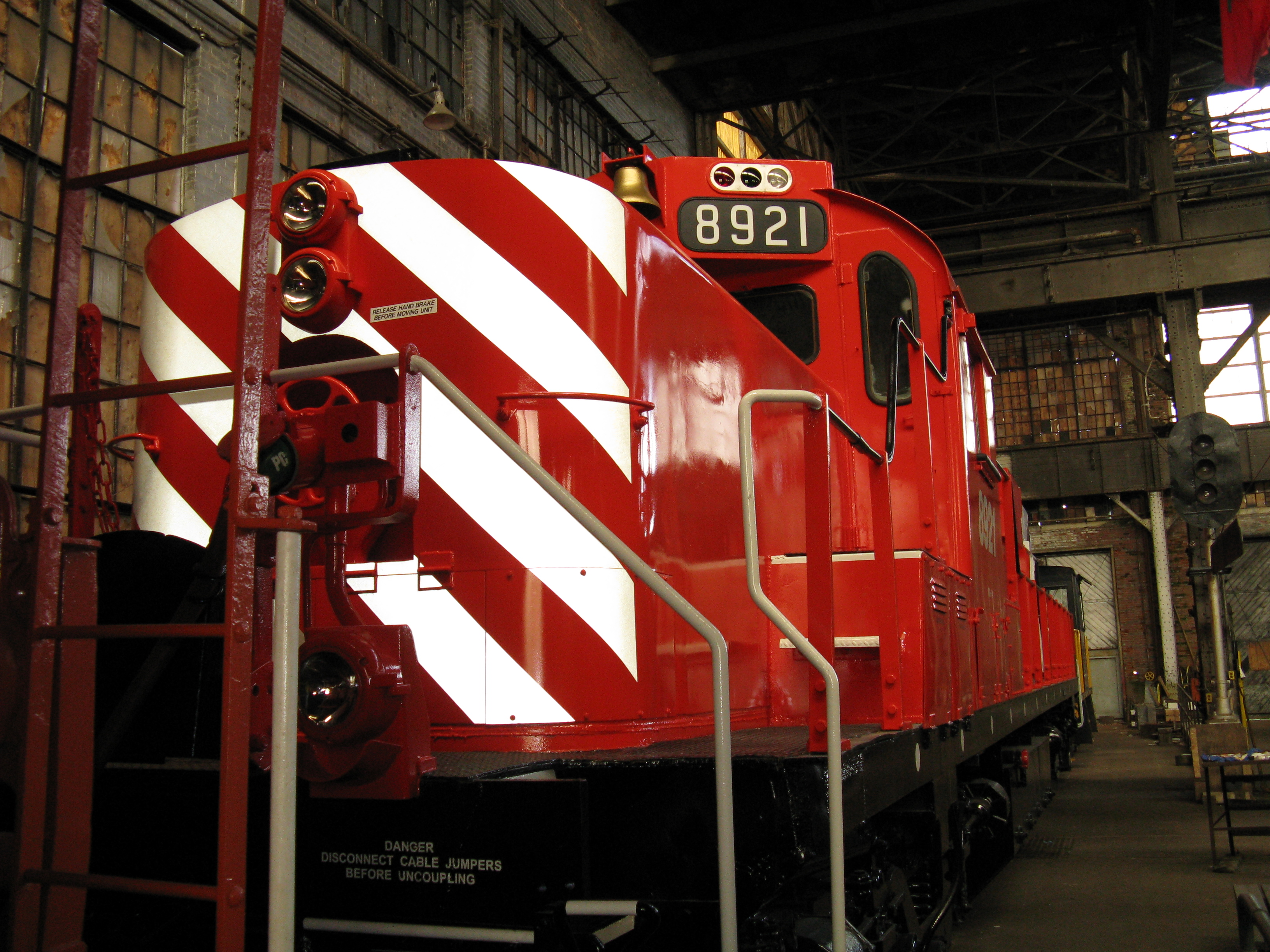
オンタリオ州セントトーマスのエルギン郡鉄道博物館にある RSD-17 機関車。

運行状態にあるのは 2 両のみです。オースティン・アンド・テキサス・セントラル #442 (元々は ATSF 842) で、修正されたサザン・パシフィックの「ブラック・ウィドウ」スキームで塗装されています。もう 1 つは、イリノイ鉄道博物館にあるグリーン・ベイ・アンド・ウェスタン鉄道 RSD-15 #2407 (元々は ATSF 841) です。
さらに、サンタフェ9820号はサクラメントのカリフォルニア州立鉄道博物館に保存されており、サンタフェ843号はアーカンソー州パインブラフのアーカンソー鉄道博物館に保存されています。ユタ鉄道 #401 (旧 ATSF #823) は、ユタ州オグデンのユタ州立鉄道博物館に保存されています。
RSD-17 デモ機、カナダ太平洋鉄道 #8921 は、カナダのオンタリオ州セントトーマスにあるエルギン郡鉄道博物館に保存されています。

## 文献
- Marre, Louis A. (1995) (英語). Diesel Locomotives: The First 50 Years [ディーゼル機関車: 最初の 50 年間]. カルムバッハ出版. ISBN 0-89024-258-5
- Solomon, Brian (2017) (英語). North American Locomotives: A Railroad-by-Railroad Photohistory [北米の機関車: 鉄道ごとの写真史]. クレストライン. ISBN 9780785835332
- Solomon, Brian (2009年12月15日) (英語). ALCO Locomotives [ALCO 機関車]. ボヤージャープレス. ISBN 978-0-7603-3338-9
- Strapac, Joseph A. (1977) (英語). Cotton Belt Locomotives [コットンベルト機関車]. シェードツリーブックス. ISBN 0930742001
- Glischinski, Steve (1997年11月13日) (英語). Santa Fe Railway [サンタフェ鉄道]. ボヤージャープレス. ISBN 0760303800